# Eulmont
Eulmont [œlmɔ̃] ist eine französische Gemeinde mit 1.116 Einwohnern (Stand 1. Januar 2022) im Département Meurthe-et-Moselle in der Region Grand Est (vor 2016 Lothringen). Sie gehört zum Arrondissement Nancy und zum Kanton Grand Couronné.

## Geographie
Eulmont liegt etwa sieben Kilometer nordnordöstlich des Stadtzentrums von Nancy an der Amezule. Umgeben wird Eulmont von den Nachbargemeinden Faulx im Norden, Bouxières-aux-Chênes im Nordosten und Osten, Dommartin-sous-Amance im Osten, Agincourt im Osten und Südosten, Dommartemont im Süden, Malzéville im Südwesten sowie Lay-Saint-Christophe im Westen.

## Bevölkerungsentwicklung
| Jahr                       | 1962 | 1968 | 1975 | 1982 | 1990 | 1999 | 2006 | 2019 |
| Einwohner                  | 558  | 604  | 655  | 722  | 909  | 980  | 991  | 1105 |
| Quellen: Cassini und INSEE |      |      |      |      |      |      |      |      |

## Sehenswürdigkeiten
- Kirche Saint-Remy aus dem 14. Jahrhundert
- Schloss La Franche-Moitresse aus dem 16. Jahrhundert, Monument historique
- Schloss Le Haut aus dem 18. Jahrhundert, Monument historique
- Turm Le Crany aus dem 18. Jahrhundert

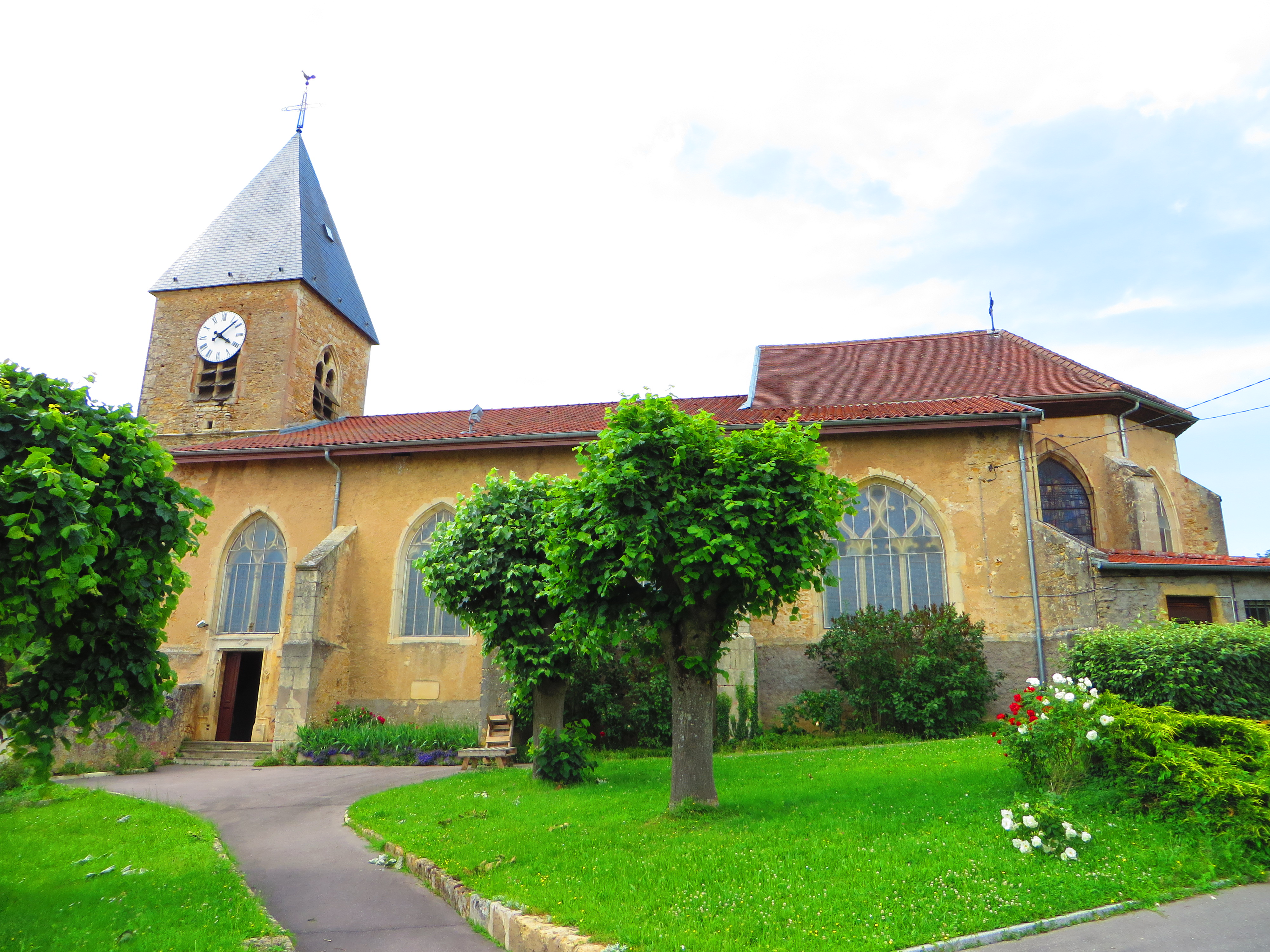
Kirche Saint-Remy
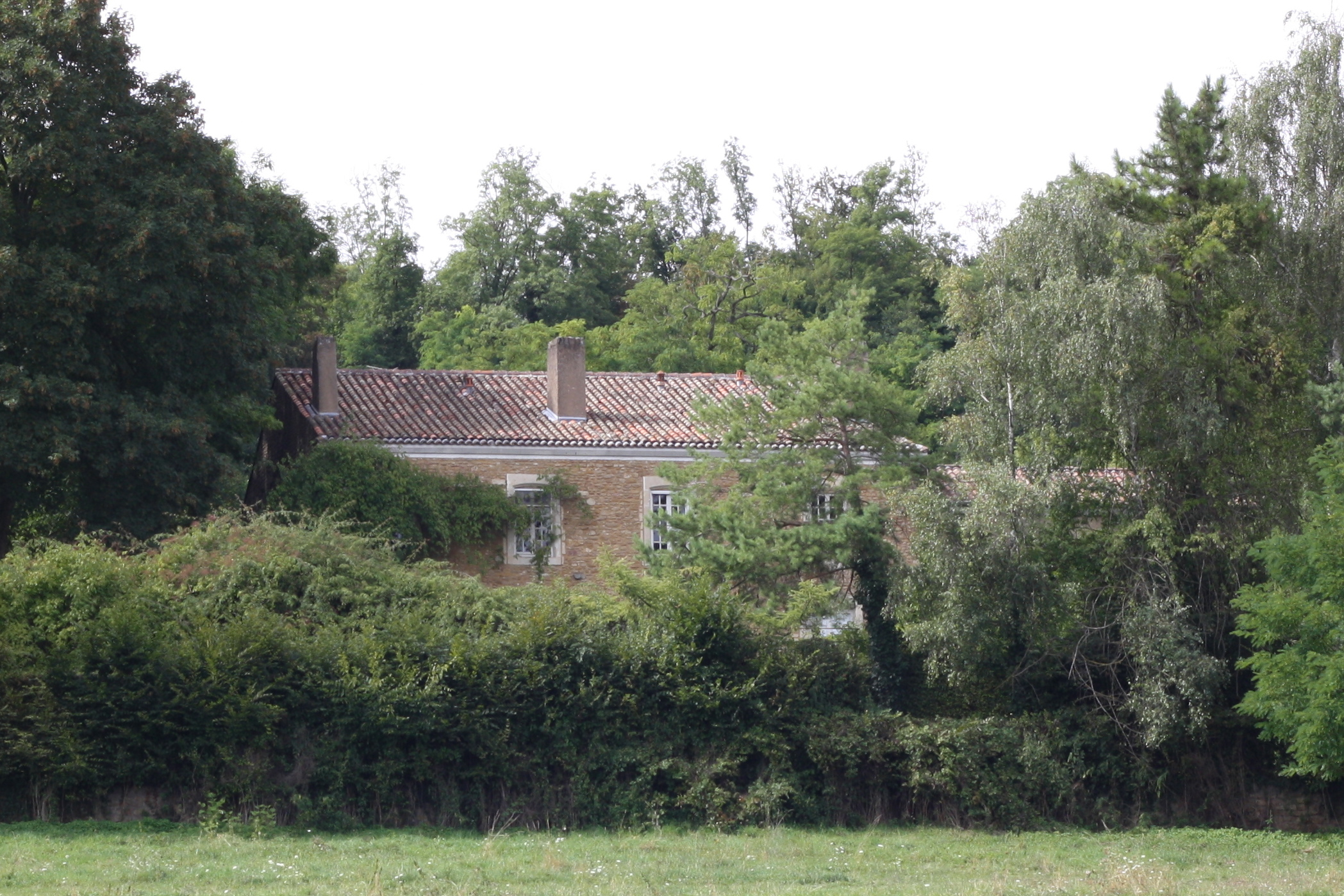
Schloss La Franche-Moitresse
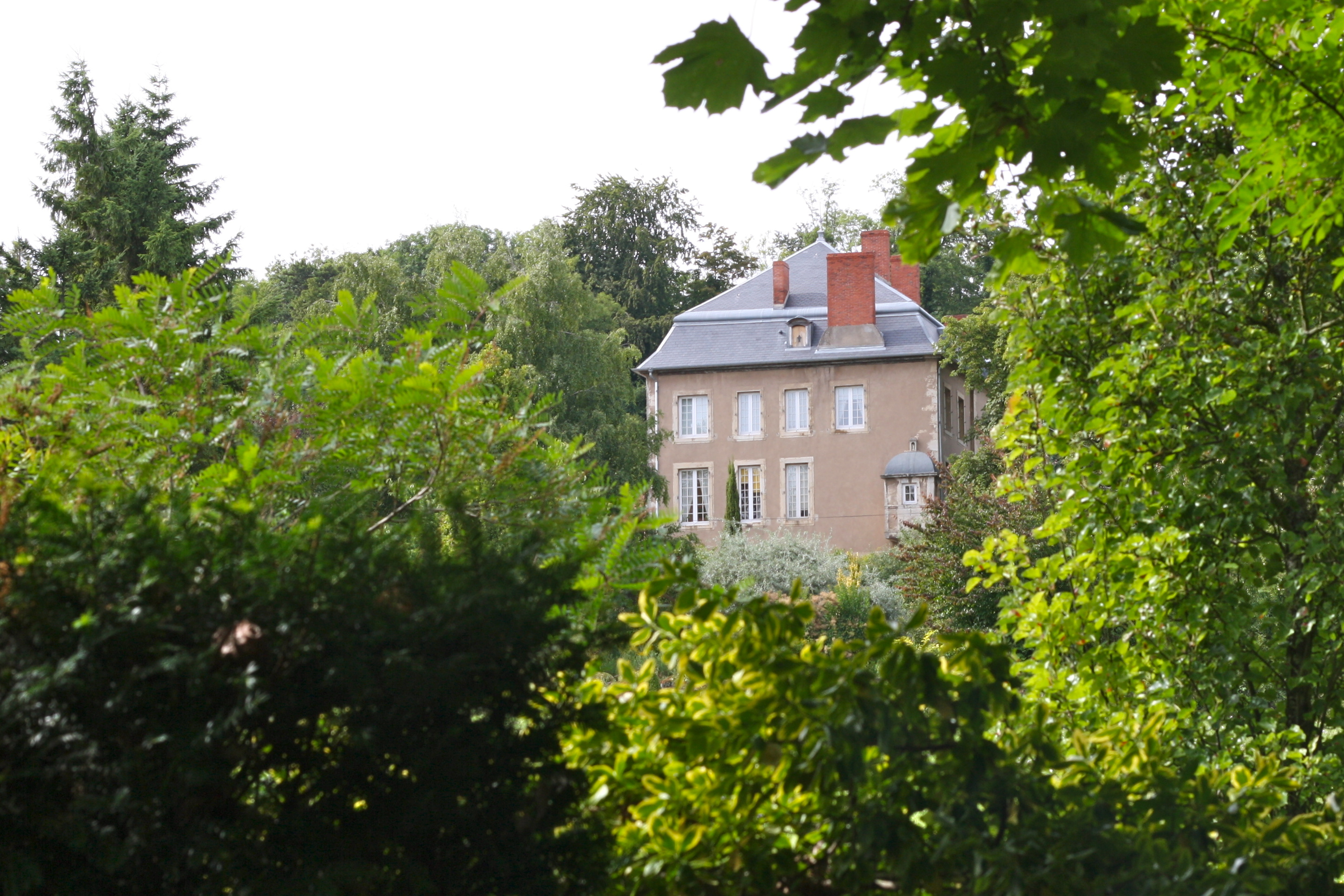
Schloss Le Haut